# Evelyn Chrystalla Pielou
Evelyn Chrystalla Pielou (dite Chris Pielou), est née le 20 février 1924 à Bognor Regis et décédée le 16 juillet 2016 à Comox. Elle était une écologue canadienne spécialiste des statistiques. Elle est la fondatrice de l'écologie mathématique et est aussi connue pour avoir créé l'indice d'équitabilité de Pielou.

## Biographie
Alors qu'elle n'a que 18 ans, Chris Pielou obtient un certificat en radio-physique à l'université de Londres. Elle fait un service militaire de trois ans comme assistante technique de la marine. Elle obtient ensuite un baccalauréat en botanique, toujours à l'université de Londres. Deux ans plus tard, elle sort son premier article sur la végétation de la vallée du rift de Rukwa, au Tanganyika, dans le Journal of Ecology.
Tout en élevant ses enfants, Chris Pielou commence ses recherches en tant qu'autodidacte. Elle obtient son doctorat de l'université de Londres en 1962, en synthétisant ses articles publiés sans aucune supervision académique.
Alors que les femmes sont à l'époque rares, elle note qu'« en tant qu'amateure, je n'étais redevable à personne et je pouvais suivre mes propres inclinations et prendre mes propres décisions sans avoir à les justifier auprès des organismes qui donnent les subventions ».
Elle commence sa carrière en tant que chercheuse pour le Département canadien des Forêts (1963-1964) et pour le Ministère canadien de l'Agriculture (1964-1967). Elle indique plus tard : « commencer au sommet présente des avantages évidents. J'ai été mon propre patron pendant toute ma vie professionnelle ».
Elle obtient ensuite un poste de professeure de biologie à l'Université Queen's de Kingston, en Ontario (1968-1971), puis à l'Université Dalhousie à Halifax, en Nouvelle-Écosse (1974-1981). Enfin, elle est professeure de recherche environnementale sur les sables bitumineux à l'université de Lethbridge, en Alberta (1981-1986) jusqu'à sa retraite.

## Travaux
Chris Pielou a contribué de manière significative au développement de l'écologie mathématique, la modélisation mathématique des systèmes naturels. Six livres universitaires sont publiés sur le sujet.

### L'équitabilité de Pielou
L'équitabilité de Pielou est un indice publié en 1966 qui mesure la diversité en même temps que la richesse des espèces. Alors que la richesse spécifique est le nombre d'espèces différentes dans une zone donnée, l'équitabilité prend en compte le nombre d'individus de chaque espèce dans une zone. Une valeur calculée de l'équitabilité de Pielou varie de 0 (une seule espèce comprend la totalité des individus) à 1 (toutes les espèces ont le même nombre d'individus). L'équitabilité et la richesse sont les deux composantes de la diversité.

### Écologie mathématique
L'approche de Pielou concilie la modélisation mathématique et l'écologie au point de « littéralement changer la direction de la recherche en écologie ». Son ouvrage fondateur publié en 1969 puis complété en 1977 traite de la dynamique des populations, de la distribution spatiale des populations et des mathématiques régissant les distributions d'abondances des espèces. Dans un article ultérieur en 1981, elle présente cependant les limites de la modélisation des écosystèmes pour expliquer leur fonctionnement (« la tâche qu'ils accomplissent le moins bien ») et argumente en faveur de la recherche de réponse à des questions simples par tous les moyens appropriés, ce qu'elle appelle « investiguer ».
Son ouvrage de 1975 sur la diversité écologique traite de la question de la co-occurrence des espèces et de leurs abondances relatives. Il fait la revue des diverses mesures de diversité, traite en profondeur les distributions d'abondances d'espèces modélisées dans la littérature et étudie les relations entre les distributions spatiales et la biodiversité. Il traite les facteurs locaux de la biodiversité (notamment par des modèles de compétition) et de ses facteurs globaux (notamment les relations entre stabilité et complexité). Il se termine par une discussion sur l'évolution de la biodiversité à l'échelle des temps géologiques.

## Vie privée
Elle rencontre durant son service militaire son mari, Patrick, biologiste. Le couple a trois enfants que Pielou élève pendant 12 ans, tout en faisant ses recherches de manière indépendantes et en publiant sur l'écologie statistique.

## Fin de vie
A sa retraite, elle vit à Comox, en Colombie-Britannique, au Canada tout en participant à plusieurs expéditions dans l’Arctique en tant que conférencière. Elle écrit plusieurs livres grand-public sur l'histoire naturelle jusqu'à sa mort en juillet 2016,.

## Distinctions
Pielou est la deuxième femme à remporter le Prix de l'écologiste éminent en 1986 de la Societé americaine d'Ecologie.

## Publications
Pielou écrit de nombreux livres techniques et plusieurs livres grand public qu'elle illustre de ses propres dessins.

### Livres scientifiques
- E. C. Pielou, An introduction to mathematical ecology, Wiley-Interscience, 1969, 296 p. (ISBN 0-471-68918-1 et 978-0-471-68918-8, OCLC 32562, lire en ligne)
- E. C. Pielou, Population and community ecology : principles and methods, Gordon and Breach, 1974, 440 p. (ISBN 0-677-03580-2 et 978-0-677-03580-2, OCLC 1194864, lire en ligne)
- E. C. Pielou, Ecological diversity, Wiley, 1975, 188 p. (ISBN 0-471-68925-4 et 978-0-471-68925-6, OCLC 1273602, lire en ligne)
- E. C. Pielou, Mathematical ecology, Wiley, 1977, 408 p. (ISBN 0-471-01993-3 et 978-0-471-01993-0, OCLC 2598181, lire en ligne)
- E. C. Pielou, Biogeography, Wiley, 1979, 376 p. (ISBN 0-471-05845-9 et 978-0-471-05845-8, OCLC 4956955, lire en ligne)
- (en) E. C. Pielou, The interpretation of ecological data : a primer on classification and ordination, New York/Chichester/Brisbane etc., Wiley, 1984, 263 p. (ISBN 0-471-88950-4 et 978-0-471-88950-2, OCLC 10727299, lire en ligne)

### Livres grand public
- E. C. Pielou, After the Ice Age : The Return of Life to Glaciated North America, University of Chicago Press, 1991, 376 p. (ISBN 0-226-66809-6, 978-0-226-66809-3 et 978-0-226-66812-3, OCLC 45843330, lire en ligne)
- E. C. Pielou, After the Ice Age : The Return of Life to Glaciated North America, University of Chicago Press, 1991, 376 p. (ISBN 0-226-66809-6, 978-0-226-66809-3 et 978-0-226-66812-3, OCLC 45843330, lire en ligne)
- E. C. Pielou, A naturalist's guide to the Arctic, 1994, 344 p. (ISBN 978-0-226-14867-0 et 0-226-14867-X, OCLC 857769417, lire en ligne)
- (en) E. C. Pielou, Fresh water, Chicago, University of Chicago Press, 1998, 275 p. (ISBN 0-226-66815-0, 978-0-226-66815-4 et 0-226-66816-9, OCLC 38144385, lire en ligne)
- E. C. Pielou, The energy of nature, University of Chicago Press, 2001, 256 p. (ISBN 978-0-226-66805-5, 0-226-66805-3 et 1-281-96620-7, OCLC 646784245, lire en ligne)
- E. C. Pielou, The world of northern evergreens, Comstock Pub. Associates, 1988, 192 p. (ISBN 0-8014-2116-0, 978-0-8014-2116-7 et 978-0-8014-9424-6, OCLC 17296310, lire en ligne)